# Zeliv, Iavoriv
Zeliv (în ucraineană Зелів) este un sat în comuna Domajîr din raionul Iavoriv, regiunea Liov, Ucraina.

## Demografie
Componența lingvistică a localității Zeliv
     Ucraineană (99,6%)
     Alte limbi (0,4%)
Conform recensământului din 2001, majoritatea populației localității Zeliv era vorbitoare de ucraineană (99,6%), existând în minoritate și vorbitori de alte limbi.